# Kanton Orthe et Arrigans
Orthe et Arrigans is een kanton van het Franse departement Landes. Het kanton omvat een deel van het arrondissement Dax.
Het werd opgericht bij decreet van 18 februari 2014 en is effectief sinds de departementale verkiezingen op 22 maart 2015. Het omvat 24 gemeenten van de afgeschafte kantons Peyrehorade en Pouillon. Het kanton is 390,67 km² groot en telde 23263 inwoners in 2013.

## Gemeenten
Het kanton Orthe et Arrigans omvat de volgende gemeenten:
- Bélus
- Cagnotte
- Cauneille
- Estibeaux
- Gaas (Landes)
- Habas
- Hastingues
- Labatut (Landes)
- Mimbaste
- Misson
- Mouscardès
- Oeyregave
- Orist
- Orthevielle
- Ossages
- Pey (Landes)
- Peyrehorade
- Port-de-Lanne
- Pouillon (Landes)
- Saint-Cricq-du-Gave
- Saint-Étienne-d'Orthe
- Saint-Lon-les-Mines
- Sorde-l'Abbaye
- Tilh